# NGC 3367
NGC 3367 is een balkspiraalstelsel in het sterrenbeeld Leeuw. Het hemelobject werd op 19 maart 1784 ontdekt door de Duits-Britse astronoom William Herschel.

## Synoniemen
- UGC 5880
- MCG 2-28-5
- ZWG 66.11
- IRAS10439+1400
- PGC 32178